# ロニー・ジェイムス・ディオ
ロニー・ジェイムス・ディオ（Ronnie James Dio、本名:ロナルド・ジェームズ・パダヴォナ Ronald James Padavona、1942年7月10日 - 2010年5月16日）は、アメリカ合衆国出身のロックミュージシャン、シンガーソングライターである。
主にHR/HMバンド「レインボー」や「ブラック・サバス」の元ヴォーカリストとして知られ、自ら率いた「ディオ」でも活動した。

## 概要
非常に張りのある中音域を特徴とする伸びのある声を持ち、時に演劇的ですらあるドラマチックな発声を行なうことによって、いわゆる様式美系ヘヴィメタルの教祖として大きな存在感を示した。欧米人の中では比較的小柄ではあるが、声量があり最晩年まで非常にパワフルな歌唱を聴かせていた。「絶対音感のヴォーカリスト」と称され、ステージでも故意のフェイク以外では音程を外さなかった。これは、幼少期からトランペットのトレーニングを受けてきたことが素地になっているという。また、膨大な量のオペラを聴いて育ち、特にマリオ・ランツァから大きな影響を受けている。
60歳を超えても精力的な活動を続けたので、メタル界のゴッドファーザーと呼ばれた。日本では「演歌の様にこぶしを効かせた歌い回し」で圧倒的な存在感を示したことから、「ヘヴィメタル界の北島三郎」と呼ばれ親しまれていた。
メロイックサインをヘヴィメタル界に広めた人物である。

## 来歴

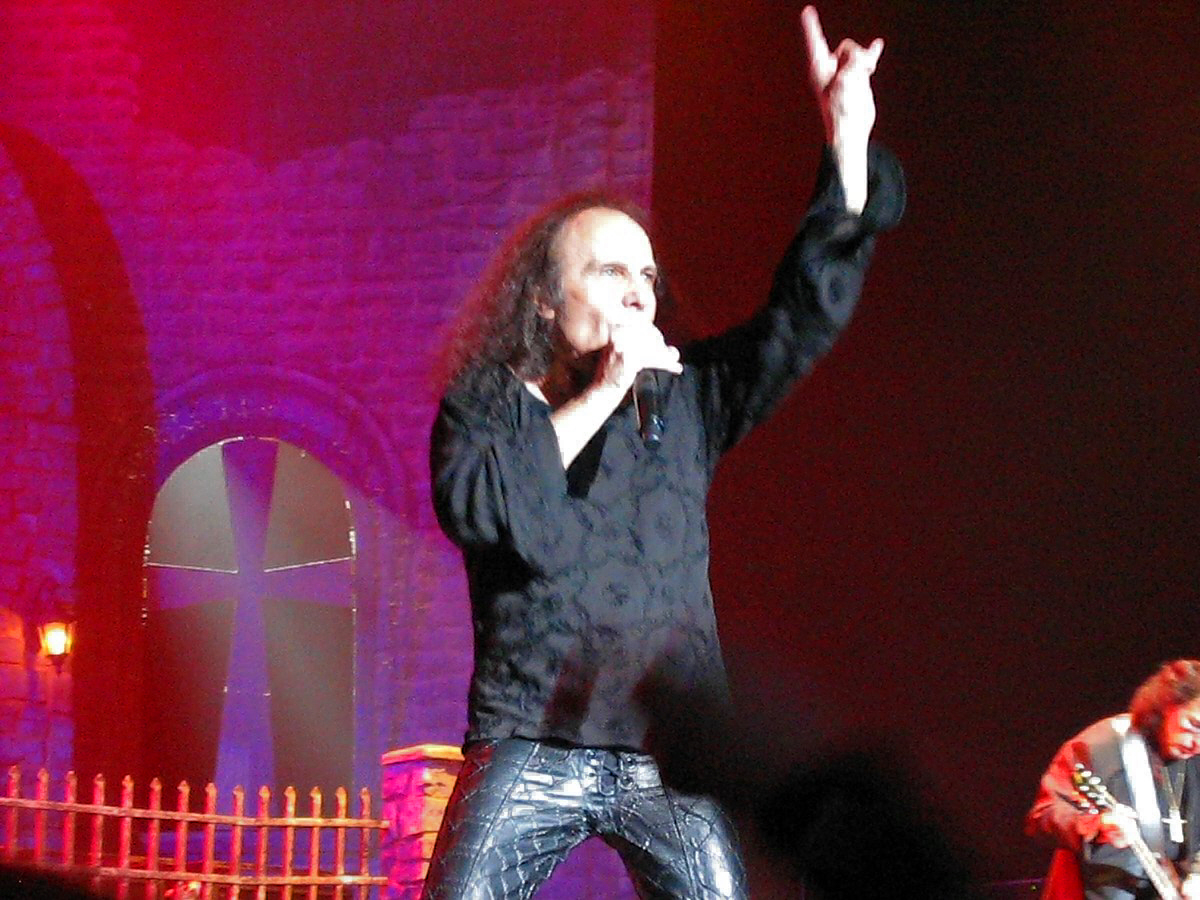
メロイックサインをするロニー(2007年)

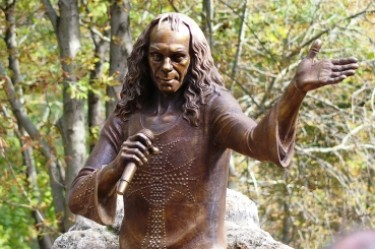
ブルガリア・カヴァルナに建つ ロニー像

音楽活動を始めたのは1957年にまで遡る。当時学生だった彼は「ヴェガス・キングス」（Vegas Kings）というバンドを結成して、ボーカリストとベーシストを兼任していた。1958年には「ロニー・アンド・ザ・レッド・キャップス」（Ronnie And The Red Caps）を結成して、シングルを500コピー制作した。1962年にバンドを「ロニー・ディオ・アンド・ザ・プロフェッツ」（Ronnie Dio And The Prophets）と改名し、1963年にデビュー・アルバムを発表。音楽歴ではザ・ビートルズと肩を並べるベテランだが遅咲きだった。
「エルフ」のメンバーとしてディープ・パープルの前座を務め、リッチー・ブラックモアに見出されて1975年に彼が結成した「レインボー」の主要メンバーになり、押しも押されもせぬハード・ロック・シンガーの地位を築いた。
1978年の末にレインボーを脱退し、「ブラック・サバス」での活動を経て、1982年に「ディオ」を結成。1991年にブラック・サバスに復帰するが、翌年に再び脱退。それ以降はディオの活動に専念するが、メンバー・チェンジや音楽性の迷いで商業的には不振が続いた。
1986年には、ディオのメンバーを中心にアフリカの飢餓救済を目的としたチャリティ・プロジェクト「ヒア・アンド・エイド」を結成し、当時活躍していたヘヴィメタル系ミュージシャンを多数迎えてアルバム『スターズ』を制作発表した。
2007年、自分が在籍した時期のブラック・サバスの楽曲のベスト・アルバムがリリースされることをきっかけに、一旦ディオの活動を休止し、アルバム『悪魔の掟』のレコーディング・メンバーだったヴィニー・アピス、ギーザー・バトラー、トニー・アイオミと結集。1980年リリースのアルバムタイトルに由来する「ヘヴン・アンド・ヘル」の名義でツアーを行なった。
2009年、ヘヴン・アンド・ヘル初のアルバムをリリース。ヴァッケン・オープン・エアやラウドパークを含むツアーを行った。しかし11月27日、公式サイトで早期の胃癌と診断されたことを報告。予定されていたヘヴン・アンド・ヘルとディオのヨーロッパ・ツアーを全てキャンセルして、闘病生活に入った。
2010年5月16日午前7時45分（米中部夏時間）、ヒューストンで死去。享年67歳。

## 在籍したバンド
- ロニー・ディオ・アンド・ザ・プロフェッツ (1962年-1967年)
- エルフ (1967年-1975年)
- レインボー (1975年-1978年)
- ブラック・サバス (1979年-1982年、1991年-1992年)
- ディオ (1982年-1991年、1993年-2010年)
- ヘヴン・アンド・ヘル (2006年-2010年)

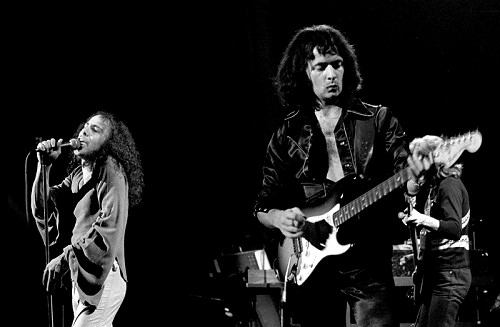
レインボー時代（1977年）
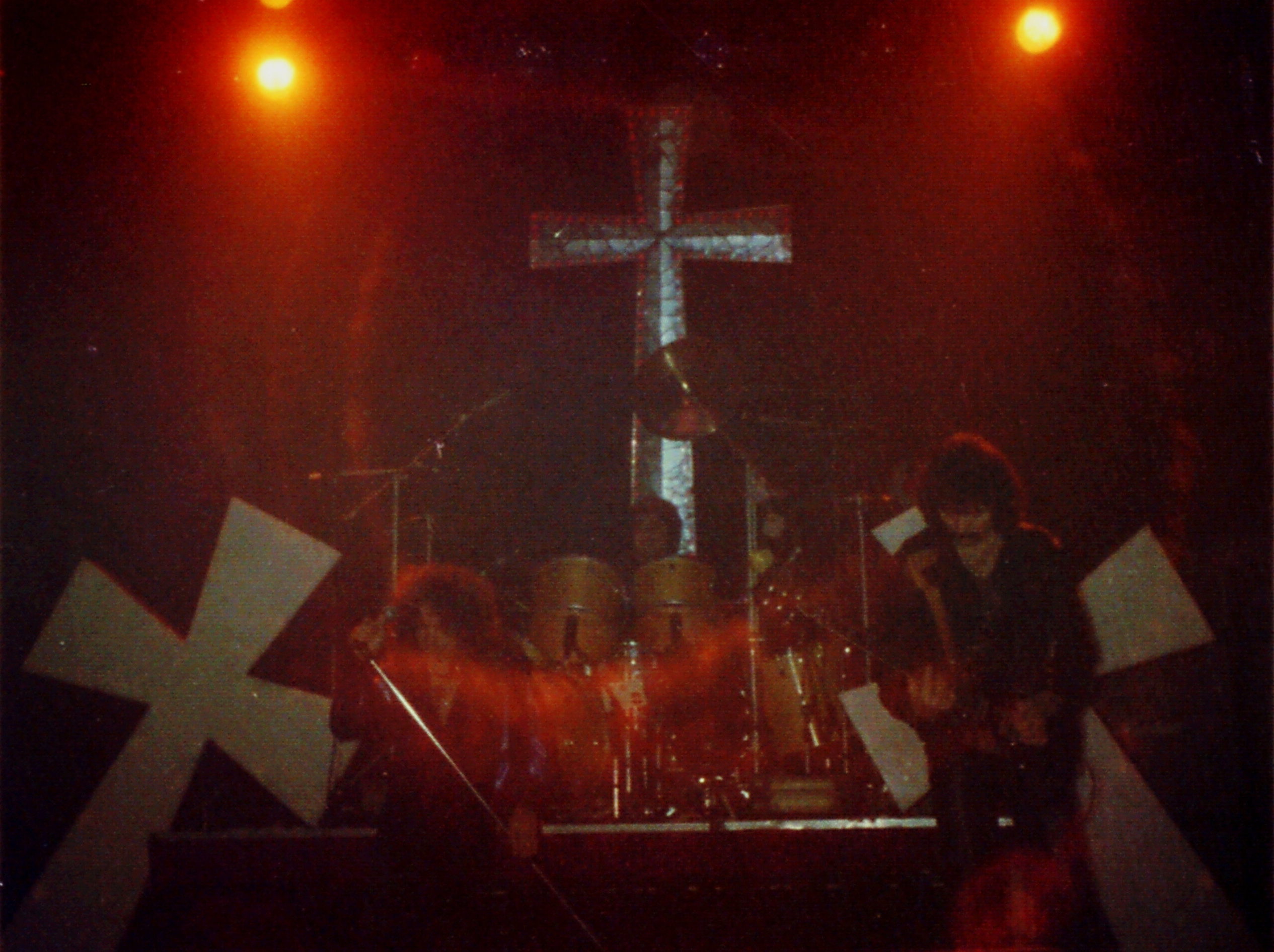
ブラック・サバス時代（1981年）
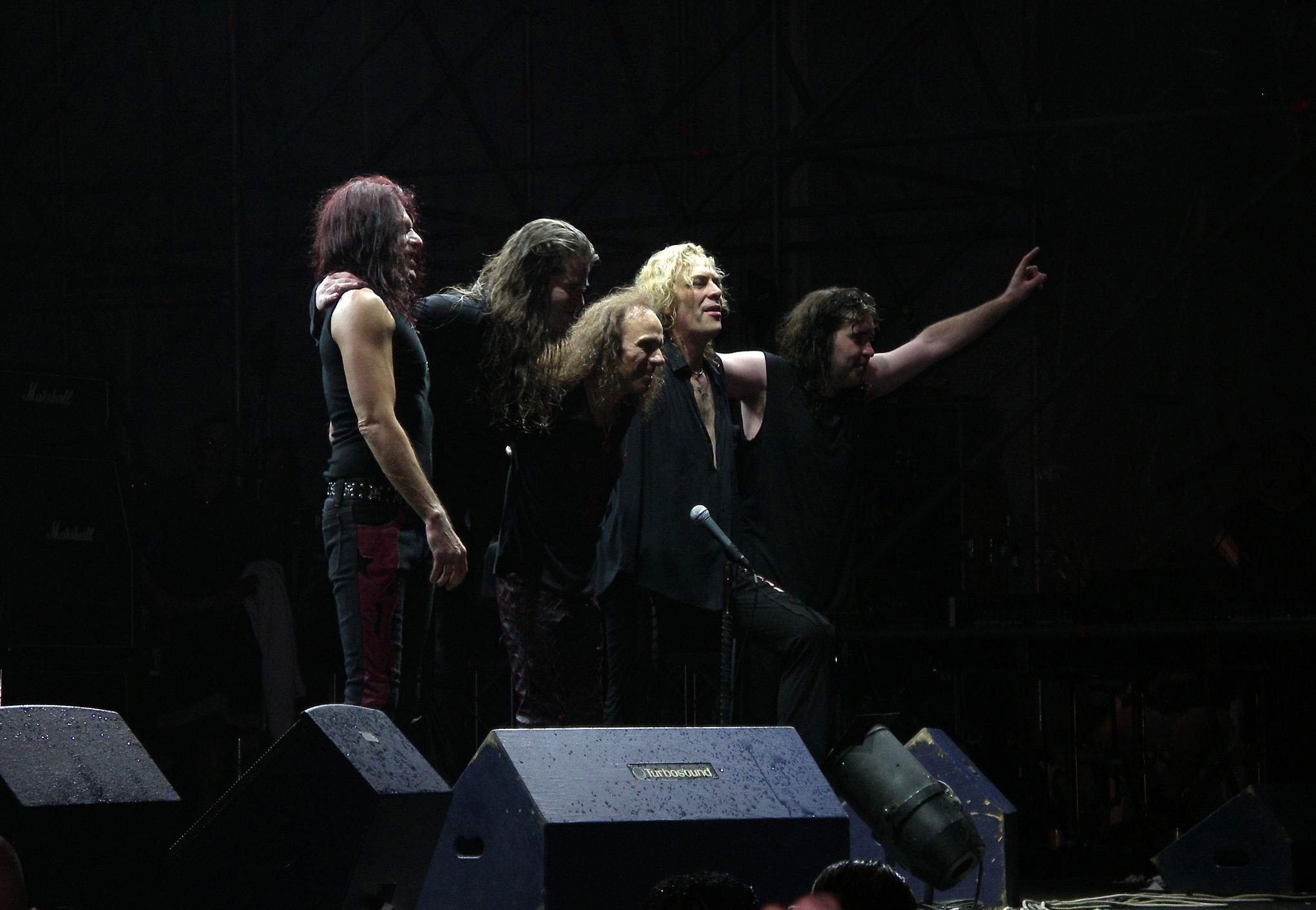
ディオ時代（2005年）
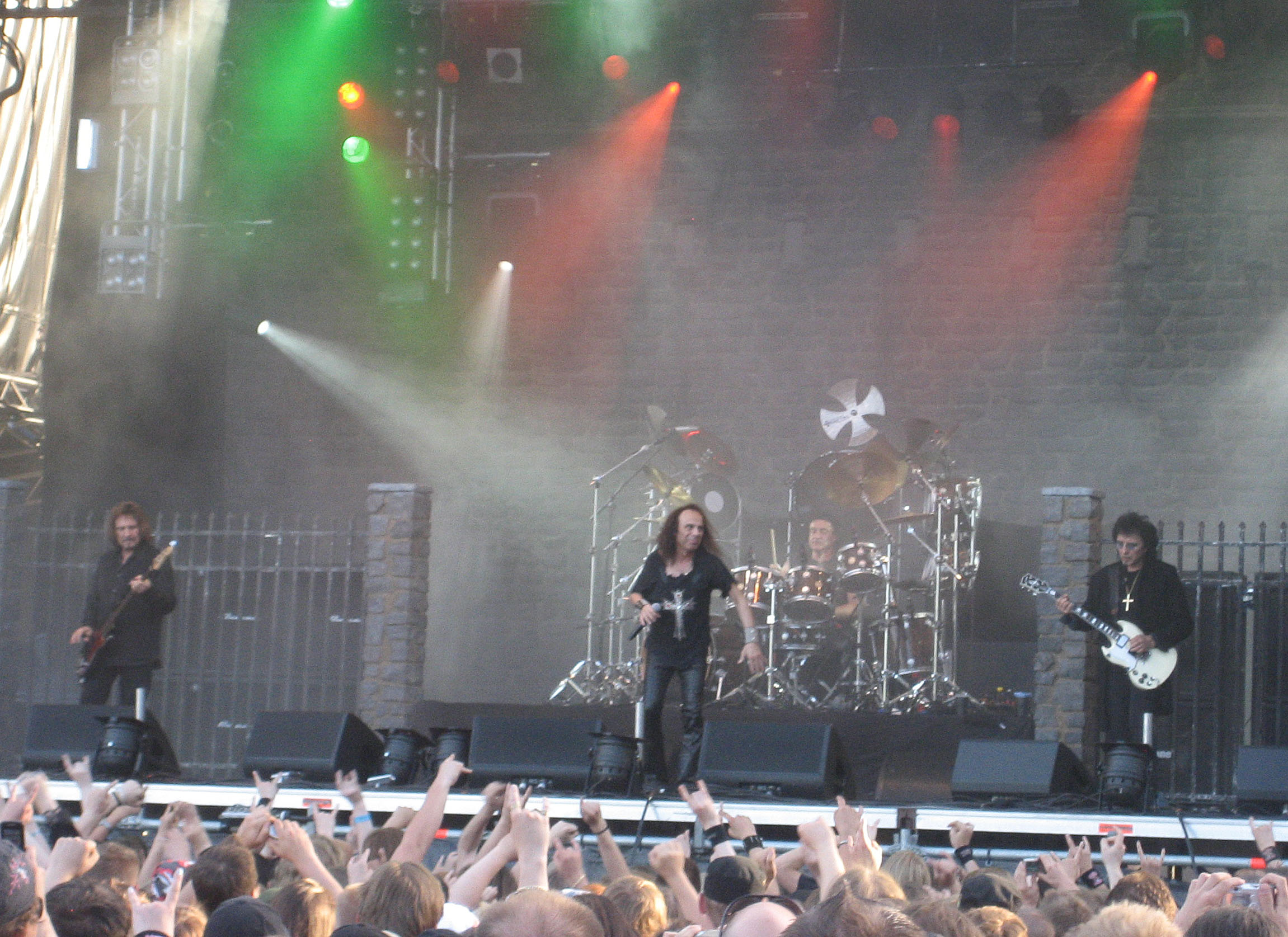
ヘヴン・アンド・ヘル時代（2007年）

## ディスコグラフィ

### ロニー・ディオ・アンド・ザ・プロフェッツ
- Dio At The Domino's (1963年)

### エルフ
- 『エルフ』 - Elf (1972年)
- 『キャロライナ・カウンティ・ボール』 - Carolina County Ball (1974年) ※米国盤タイトル『L.A./59』
- 『バーン・ザ・サン』 - Trying to Burn the Sun (1975年)

### レインボー
- 『銀嶺の覇者』 - Ritchie Blackmore's Rainbow (1975年)
- 『虹を翔る覇者』 - Rainbow Rising (1976年)
- 『レインボー・オン・ステージ』 - On Stage (1977年) ※ライブ
- 『バビロンの城門』 - Long Live Rock 'n' Roll (1978年)
- 『ファイナル・ヴァイナル』 - Finyl Vinyl (1986年) ※ライブ
- 『虹色魔宴〜ライヴ・イン・ジャーマニー1976』 - Live in Germany 1976 (1990年) ※ライブ
- 『ライヴ・イン・ミュンヘン1977』 - Live In Munich 1977 (2006年) ※ライブ
- Deutschland Tournee 1976 (2006年) ※ライブ
- Live In Cologne (2007年) ※ライブ
- Live In Düsseldorf (2007年) ※ライブ
- Live In Nurnberg (2007年) ※ライブ
- 『ポリドール・イヤーズ』 - The Polydor Years: 1975-1986 (2007年) ※コンピレーション

### ブラック・サバス
- 『ヘヴン&ヘル』 - Heaven and Hell (1980年)
- 『悪魔の掟』 - Mob Rules (1981年)
- 『ライヴ・イーヴル』 - Live Evil (1982年) ※ライブ
- 『ディヒューマナイザー』 - Dehumanizer (1992年)
- 『ベスト・オブ・ディオ・イヤーズ』 - Black Sabbath: The Dio Years (2007年) ※コンピレーション
- 『ライヴ・アット・ハマースミス・オデオン』 - Live at Hammersmith Odeon (2007年) ※ライブ
- The Rules of Hell (2008年) ※ボックスセット

### ディオ
- 『情念の炎〜ホーリィ・ダイヴァー』 - Holy Diver (1983年)
- 『ラスト・イン・ライン』 - The Last in Line (1984年)
- 『セイクレッド・ハート』 - Sacred Heart (1985年)
- 『インターミッション』 - Intermission (1986年) ※ライブ
- 『ドリーム・イーヴル』 - Dream Evil (1987年)
- 『ロック・アップ・ザ・ウルブス』 - Lock up the Wolves (1990年)
- 『ダイアモンズ - ベスト・オブ・ディオ』 - Diamonds – The Best of Dio (1992年) ※コンピレーション
- 『ストレンジ・ハイウェイズ』 - Strange Highways (1994年)
- 『アングリー・マシーンズ』 - Angry Machines (1996年)
- 『インフェルノ - ラスト・イン・ライヴ』 - Inferno - Last in Live (1998年) ※ライブ
- 『マジカ』 - Magica (2000年)
- 『ザ・ベリー・ベスト・オブ・ディオ』 - The Very Beast of Dio (2000年) ※コンピレーション
- 『キリング・ザ・ドラゴン』 - Killing the Dragon (2002年)
- 『マスター・オブ・ザ・ムーン』 - Master of the Moon (2004年)
- 『イーヴル・オア・ディヴァイン - ライヴ・イン・ニューヨーク・シティ』 - Evil or Divine - Live In New York City (2005年) ※ライブ
- 『ホーリー・ダイヴァー・ライヴ』 - Holy Diver - Live (2006年) ※ライブ
- 『ヒット・コレクション』 - Hit Collection (2008年) ※コンピレーション

### ヘヴン・アンド・ヘル
- 『ライヴ・フロム・レディオ・シティ・ミュージック・ホール』 - Live from Radio City Music Hall (2007年) ※ライブ
- 『ザ・デヴィル・ユー・ノウ』 - The Devil You Know (2009年)
- 『ネオン・ナイツ～ライヴ・アット・ヴァッケン』 - Neon Nights: Live At Wacken 2009 (2010年) ※ライブ

## 来日公演
レインボー（公演）
ブラック・サバス（公演）
ディオ（公演）
ヘヴン・アンド・ヘル（公演）